# Agriades andarabi
Agriades andarabi är en fjärilsart som beskrevs av Forster 1938. Agriades andarabi ingår i släktet Agriades och familjen juvelvingar. Inga underarter finns listade i Catalogue of Life.